# James Spione
James Spione (* vor 1965) ist ein US-amerikanischer Filmschaffender, der hauptsächlich als Filmregisseur und -produzent für Dokumentarfilme auf sich aufmerksam machte.

## Karriere
Spione machte seinen Abschluss mit Auszeichnung 1985 an der State University of New York in Purchase.
Erste Bekanntheit erhielt er 1987 durch einen Student Academy Award für den Film Prelude.
Sein erster selbstproduzierter Kurzfilm wurde 1994 unter dem Titel Garden veröffentlicht. Zwei Jahre später erschien der Fernsehkurzfilm The Playroom. Seit den 2000er Jahren widmet sich Spione den Dokumentarfilmen. Sein bekanntestes Werk ist Incident in New Baghdad, das über die Ereignisse der Luftangriffe in Bagdad vom 12. Juli 2007 erzählt. Um eine Oscarnominierung zu erhalten, veröffentlichte Spione den Film in den US-amerikanischen Kinos mit Hilfe der Crowdfunding-Plattform Kickstarter.com. Daraufhin erhielt er eine Oscarnominierung in der Kategorie Bester Dokumentar-Kurzfilm bei der Oscarverleihung 2012.

## Filmografie
- 1994: Garden (Kurzfilm)
- 1996: The Playroom (Fernsehkurzfilm)
- 2005: American Farm (Dokumentarfilm)
- 2008: Our Island Home (Dokumentarkurzfilm)
- 2009: Inauguration: Spirit of the Crowd (Dokumentarfilm)
- 2011: Incident in New Baghdad (Dokumentarkurzfilm)
- 2012: Spirit of the Bird (Dokumentarkurzfilm)
- 2014: Watermen (Dokumentarkurzfilm)
- 2014: Silenced (Dokumentarfilm)
- 2016: Awake, a Dream from Standing Rock (Dokumentarfilm)
- 2016: The Last Hunt Clubs (Dokumentarfilm)